# Джиммі Вілсон
Джіммі Вілсон — американський співак та актор. Вивчав акторське мистецтво в Голлівуді. Виступив у другому півфіналі Євробачення 2017, 11 травня, але до фіналу не пройшов.